# Lecionário 124
O Lecionário 124 (designado pela sigla ℓ 124 na classificação de Gregory-Aland) é um antigo manuscrito do Novo Testamento, paleograficamente datado do Século XII d.C.[a]
Este codex contém lições dos evangelhos de Mateus, Lucas e João (conhecido como Evangelistarium), com algumas lacunas no começo e no fim. O manuscrito contém imagens[a]. Foi escrito em grego, e actualmente se encontra na Biblioteca do Vaticano.